# 張銘恆
張銘恒（英語： Keith，1992年2月27日—），香港男子賽艇運動員。

## 簡歷
2018年8月，張銘恒代表香港參加2018年亞洲運動會賽艇比賽，與周義評、林新棟、梁俊碩、廖賡裕、鄧超萌、黃柏恩、黃偉健和袁潤林合作出戰男子輕量級八人艇項目，在決賽以6分14秒46的成績贏得銅牌。